# Intercity (Spagna)
Renfe Intercity è un servizio ferroviario ad alta velocità spagnolo gestito da Renfe Operadora per il servizio a lunga percorrenza.
È di fatto il successore del servizio ferroviario Altaria, scomparso nel 2020.

## Caratteristiche

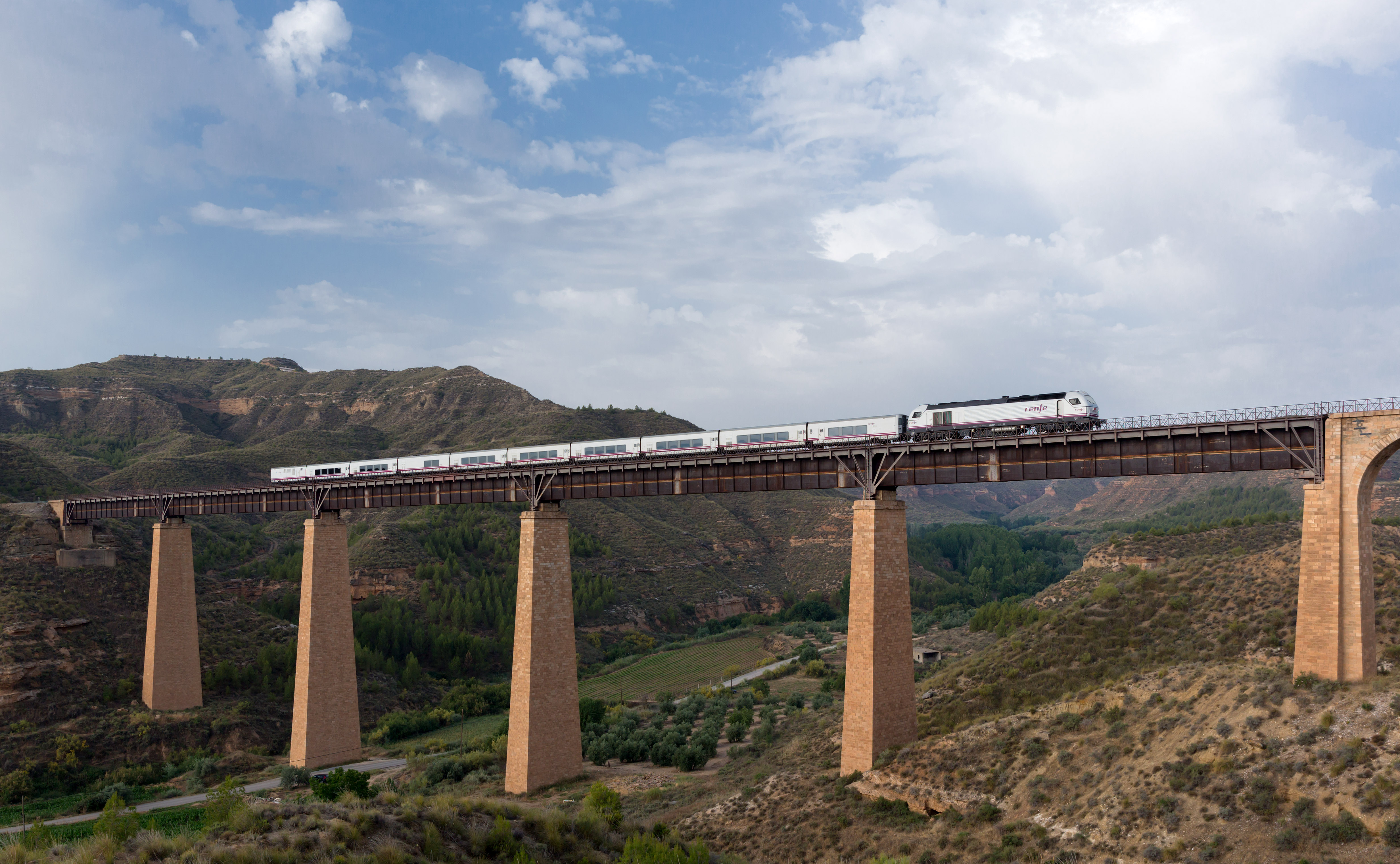
Intercity Renfe tra Madrid e Almería

Questi servizi possono essere suddivisi in due gruppi:
- Servizio di Lunga Distanza per alta velocità a scartamento convenzionale dove a prestare servizio sono i treni della serie 121, di minor confort rispetto a un servizio AVE o Alvia. Questo servizio raggiunge una velocità massima di 250 km/h.
- Servizio di Lunga Distanza con convogli a scartamento iberico: Questi servizi sono prestati abitualmente con carrozze Talgo rimorchiate da locomotive diésel o elettriche. Questi servizi dispongono di un comfort simile a quello dei servizi Alvia e AVE. Questo servizio è è presente sulle tratte Madrid - Badajoz, Barcellona - Cartagena e Madrid - Algeciras. Esso raggiunge la velocità massima di 200 km/h in servizio.